# LaOtra
LaOtra (span. das Andere) ist ein Fernsehsender in Madrid.
Der Schwestersender von Telemadrid startete im Jahre 2001. Er sendet ein Kulturprogramm mit einer Mischung aus Kunst und Musik. Nach einer Umstrukturierung im Jahre 2006 produziert der Sender nun auch ein Programm bestehend aus Kindersendungen, Nachrichten, Infosendungen über Madrid, Geschichtsdokus, Sport, Filmen und anderen Unterhaltungssendungen.

## Empfang in Deutschland
LaOtra wird über Internet frei ausgestrahlt.